# Día Internacional en Recuerdo de las Víctimas de la Esclavitud y la Trata Transatlántica de Esclavos
El Día Internacional en Recuerdo de las Víctimas de la Esclavitud y la Trata Transatlántica de Esclavos es una jornada de concienciación que se celebra anualmente el 25 de marzo desde 2007, establecida por Asamblea General de las Naciones Unidas (AGNU) el 28 de noviembre de 2006.

## Proclamación
La Asamblea General de las Naciones Unidas proclamó el Día Internacional de Recuerdo de las Víctimas de la Esclavitud y la Trata Transatlántica de Esclavos el 28 de noviembre de 2006. Este día se estableció con el objetivo de concienciar sobre las atrocidades de la esclavitud y la trata transatlántica y sus impactos en la historia mundial, especialmente en los pueblos africanos y afrodescendientes. Esta conmemoración forma parte de una serie de medidas sugeridas durante la primera Conferencia Mundial contra el racismo, la discriminación racial, la xenofobia y las formas conexas de intolerancia celebrada en Durban, Sudáfrica, en 2001.

## Celebración
El día se celebra anualmente el 25 de marzo. Esta fecha honra y recuerda a millones de personas que fueron capturadas, vendidas y explotadas. La primera celebración de este día tuvo lugar el 25 de marzo de 2007,  coincidiendo con el 200 aniversario de la abolición del comercio trasatlántico de esclavos por el Parlamento británico y la ley firmada por el Presidente de los Estados Unidos, Thomas Jefferson, en marzo de 1807.

## Programa de difusión sobre la trata transatlántica de esclavos y la esclavitud
El Programa de difusión sobre la trata transatlántica de esclavos y la esclavitud fue establecido en 2006 por la AGNU, promueve el recuerdo de las víctimas y la concienciación sobre el racismo. A través de su red global, educa y alienta la acción contra la discriminación racial, colaborando con la Oficina del Alto Comisionado para los Derechos Humanos. Fomenta alianzas para enseñar la historia de la esclavitud, creando recursos educativos como películas y exposiciones, enfocándose en la importancia de defender los derechos humanos y combatir el prejuicio.

## Arca del Retorno
El Arca del Retorno es un monumento permanente en la sede de las Naciones Unidas en Nueva York, inaugurado el 25 de marzo de 2015 para honrar a las víctimas de la esclavitud y la trata transatlántica de esclavos. Este emblemático monumento, diseñado por el arquitecto haitiano-estadounidense Rodney Leon, se estableció como un gesto de remembranza y reflexión sobre el legado de la esclavitud. Financiado por contribuciones voluntarias de Estados miembros y donantes privados, el Arca del Retorno sirve como un recordatorio vital de la historia y las consecuencias de la esclavitud, promoviendo la conciencia sobre los peligros del racismo y los prejuicios. Su presencia en la Plaza de los Visitantes de la ONU enfatiza el compromiso continuo con la justicia, la igualdad y la dignidad para todos.

## Temas
- 2007: Reconociendo la tragedia. Honrando a las víctimas[10]
- 2008: Romper el silencio - Para que no olvidemos[11][12]
- 2009: Rompamos el silencio - Resuenen los tambores[13][14]
- 2010: Expresar nuestra libertad a través de la cultura[15][16]
- 2011: El legado de vida de 30 millones de historias no contadas[17][18]
- 2012: Homenaje a los héroes, la resistencia y los supervivientes[19][20]
- 2013: Libres para siempre: Celebrando la Emancipación[21][22]
- 2014: La victoria contra la esclavitud: Más allá de Haití[23][24]
- 2015: Las mujeres y la esclavitud[25][26]
- 2016: Recordemos la esclavitud: honremos el patrimonio y la cultura de la diáspora africana y sus raíces[27][28]
- 2017: Recordemos la esclavitud: reconozcamos el legado y las contribuciones de los afrodescendientes[29][30]
- 2018: Recordemos la esclavitud: triunfos y luchas por la libertad y la igualdad[31][32]
- 2019: Recordemos la esclavitud: el poder del arte en pro de la justicia[33][34]
- 2020: Enfrentar juntos el legado de la esclavitud y el racismo[35][36]
- 2021: Acabar con el legado racista de la esclavitud: un imperativo mundial de justicia[37][38]
- 2022: Historias de coraje: resistencia a la esclavitud y unidad contra el racismo[39]
- 2023: Combatir el legado racista de la esclavitud mediante una educación transformadora[40]
- 2024: Creating Global Freedom: Countering Racism with Justice in Societies and Among Nations[41]